# يوهانس مارتيني (رسام)
يوهانس مارتيني (بالألمانية: Johannes Martini)‏ هو رسام توضيحي ورسام ألماني، ولد في 9 يونيو 1866 في كيمنتس في ألمانيا، وتوفي في 7 فبراير 1935 في ميونخ في ألمانيا.